# جون داريل شيروود
جون داريل شيروود (بالإنجليزية: John Darrell Sherwood)‏ هو كاتب ومؤرخ أمريكي، ولد في 1966.